# Trog!
Trog! es un videojuego de arcade desarrollado por Midway Games, y más tarde llevado a Nintendo Entertainment System por Acclaim Entertainment, Inc.. Fue publicado en América del Norte en 1991.

## Argumento
Trog! es algo así como un clon de Pac-Man. El jugador asume el papel de Rex, Bloop, Spike, o Gwen, pequeños dinosaurios dino-mitas en la tierra de "Og", casa de los cavernícolas de un ojo conocidos como el "Trog". Los jugadores deben recoger todos los huevos de color por todo el mapa cuando los cavernícolas pasean, tratando de capturarlos. Afortunadamente, hay un montón de power-ups para ayudar a terminar el nivel.

## Origen del título
La palabra "Trog" proviene de "troglodita", un término que se refiere a un "cavernícola".